# 1006

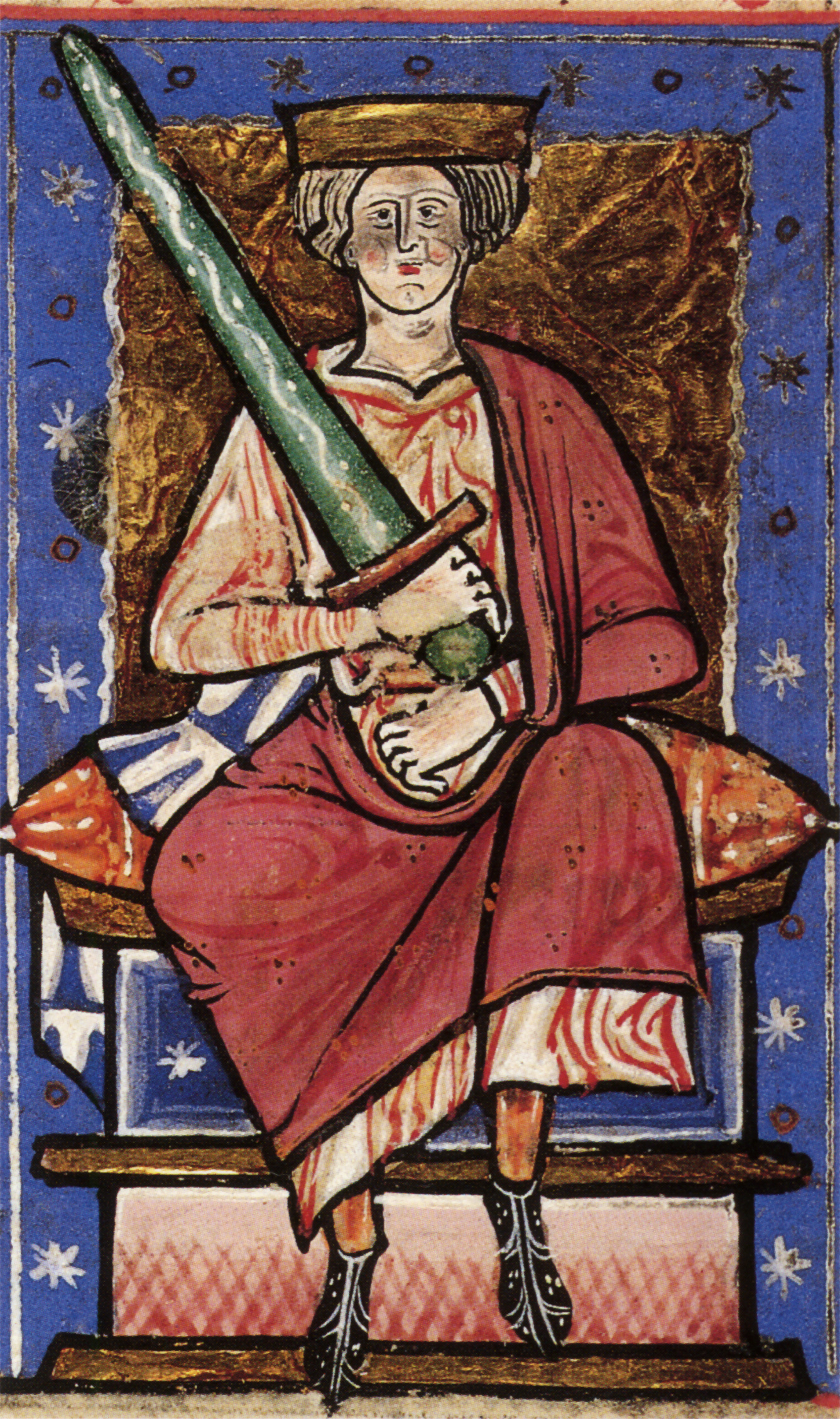
Koning Ethelred II ("de Onberadene")

Het jaar 1006 is het 6e jaar in de 11e eeuw volgens de christelijke jaartelling.

## Gebeurtenissen

### Europa
- Zomer - Een Saraceense vloot verschijnt voor de haven van Pisa, maar vertrekt weer. De Pisanen varen met hun vloot de zee op en jagen de Saracenen terug naar Zuid-Italië. In een zeeslag bij Reggio Calabria weet de Pisaanse vloot de Saracenen te verslaan. Reggio Calabria wordt geplunderd, de Republiek Pisa vestigt zijn dominante rol als maritieme staat in de Middellandse Zee.[1]
- Herfst - Deense Vikingen onder leiding van koning Sven I ("Vorkbaard") voeren een plundertocht in het zuidoosten van Engeland, van het eiland Wight tot Reading. Ze overwinteren bij Wallingford op de rechteroever van de rivier de Theems. Koning Ethelred II ("de Onberadene") biedt Sven grote sommen Danegeld (dwangbetaling) aan, om te voorkomen dat Londen wordt geplunderd.[2]
- De handelsplaatsen Dorestad (huidige Wijk bij Duurstede) en Tiel worden door de Noormannen geplunderd. Uit angst steken Utrechtse kooplui hun woningen in brand. Volgens de benedictijnse kroniekschrijver Alpertus van Metz voeren piraten deze aanvallen uit. Waarna de levensvoorraden worden meegenomen en de nederzettingen platgebrand. Archeologisch bewijs ontbreekt.[3]
- Liudolf van Brunswijk, een Saksische graaf en edelman, krijgt zeggenschap over de Friese gouwen Zuidergo, Oostergo en Westergo, die gezamenlijk het graafschap Midden-Friesland vormen.

### Astronomie
- 30 april - De helderste supernova ooit geregistreerd, de SN 1006, vindt plaats in het sterrenbeeld Wolf. Het verschijnsel wordt waargenomen en beschreven in China, Japan, Irak, Egypte en Europa. Moderne astronomen schatten de afstand op ongeveer 7.200 lichtjaren.[4]

### Oceanië
- Een hevige uitbarsting van de vulkaan Merapi op Java veroorzaakt verwoestingen in het centrum van het eiland (dat wordt bedekt met vulkanische as). De vulkanische verwoesting wordt ook als oorzaak gezien van het einde van het koninkrijk Mataram en zijn cultuur.[5]

### Religie
- De bouw van de Gonbad-e Qabus, een 72 meter hoge toren in Golestan (Iran) wordt voltooid.
- De oorspronkelijke Chinese tempel van Dachenghal van Shaoguan wordt gebouwd.
- Eerste schriftelijke vermelding van de stad Zwijndrecht.

## Geboren
- Constantijn X, keizer van het Byzantijnse Rijk (overleden 1067)
- Ísleifur Gissurarson, IJslands monnik en bisschop (overleden 1080)

## Overleden
- 13 februari - Fulcran van Lodève, Frans priester en bisschop
- 21 juli - Gisela van Bourgondië, echtgenote van Hendrik II